# Yū Etō
Yū Etō (jap. 衛藤裕 Etō Yū; ur. 17 października 1983) – japoński piłkarz występujący na pozycji pomocnika. Obecnie występuje w Kataller Toyama.

## Kariera klubowa
Od 2006 roku występował w klubach Sagan Tosu, Tokushima Vortis i Kataller Toyama.